# Пеленгири
Пеленгири или пеленгаће су сео српске мушке народне ношње, врста доњег хаљетка који се носио зими и по хладнијем времену. Прављене су од тежине или неуваљаног белог сукна (од вуне). 

## Изглед
Кројиле су их и шиле жене од домаће вунене тканине - сукна беле или мрке боје. По кроју су сличне платненим гаћама. Сачињене су од равних „ногавица”, између којих је уметнут „тур” - „четвртка” и поруба - „подље” у појасу са провученим кудељним „свитњаком”. Пеленгири су досезали до половине листова.
Ногавице су при дну украшаване ресама и вуненим везом рађеним у техници покрстице.
Уз пеленгире, носио се џамадан, гуња или гуњ дугих рукава, на горњем делу тела, док су се испод ногавица пеленгира носили сукнени тозлуци, а на ногама чарапе и назувице, као и опанци прешњаци или црвењаци или ђонаши. На глави се носила вунена плетена шубара или фес преко кога се носио крмезни шал црвене боје.

## Распрострањеност
„...Срби у југозападној Србији и у неким пределима старе Рашке, носе кратке пеленгаће или шалваре.” - забележио је Ами Буе 1840. године. О пеленгирима у југозападној Србији у другој половини XIX века пишу М. Ђ. Милићевић и Владислав Карић. Милићевић: ,,пеленгири су као широке вунене гаће. Њих носе сељаци у планинским крајевима: у окрузима ужичког, старом чачанском и крушевачком, у половини рудничког старог округа и у брдовитој полио ваљевског. Пеленгири се облаче да је бедрима топлије, и кад се ради што прљаво, да се чувају кошуље и гаће од прљања.” Карић пише: „ У ужичкоме, а донекле и у свим суседним му окрузима, место чакшира носе обично „пеленгире”, од поретког белога или црног, неуваљаног сукна; оне су налик на пошироке гаће, не стижу никад до чланака и висе о куковима”.
Вук Стефановић Караџић пеленгире назива и „пеленгаћама”, које описује на следећи начин: „...вунене подебеле гаће до ниже кољена, које се особито носе по Херцеговини. Пеленгаће се носе и по јужнијим крајевима данашње Србије н. п. у нахији Ужичкој. Од прије су и Црногорци носили пеленгаће, али сад место њих носе плаветне куповне гаће од раше.”
Пеленгири се налазе у народној ношњи Старог Влаха, Шумадији и Азбуковици. 

## Више
Мушка деца носила су гуњић и пеленгаће које су позади биле прорезане. 